# Kariotyp

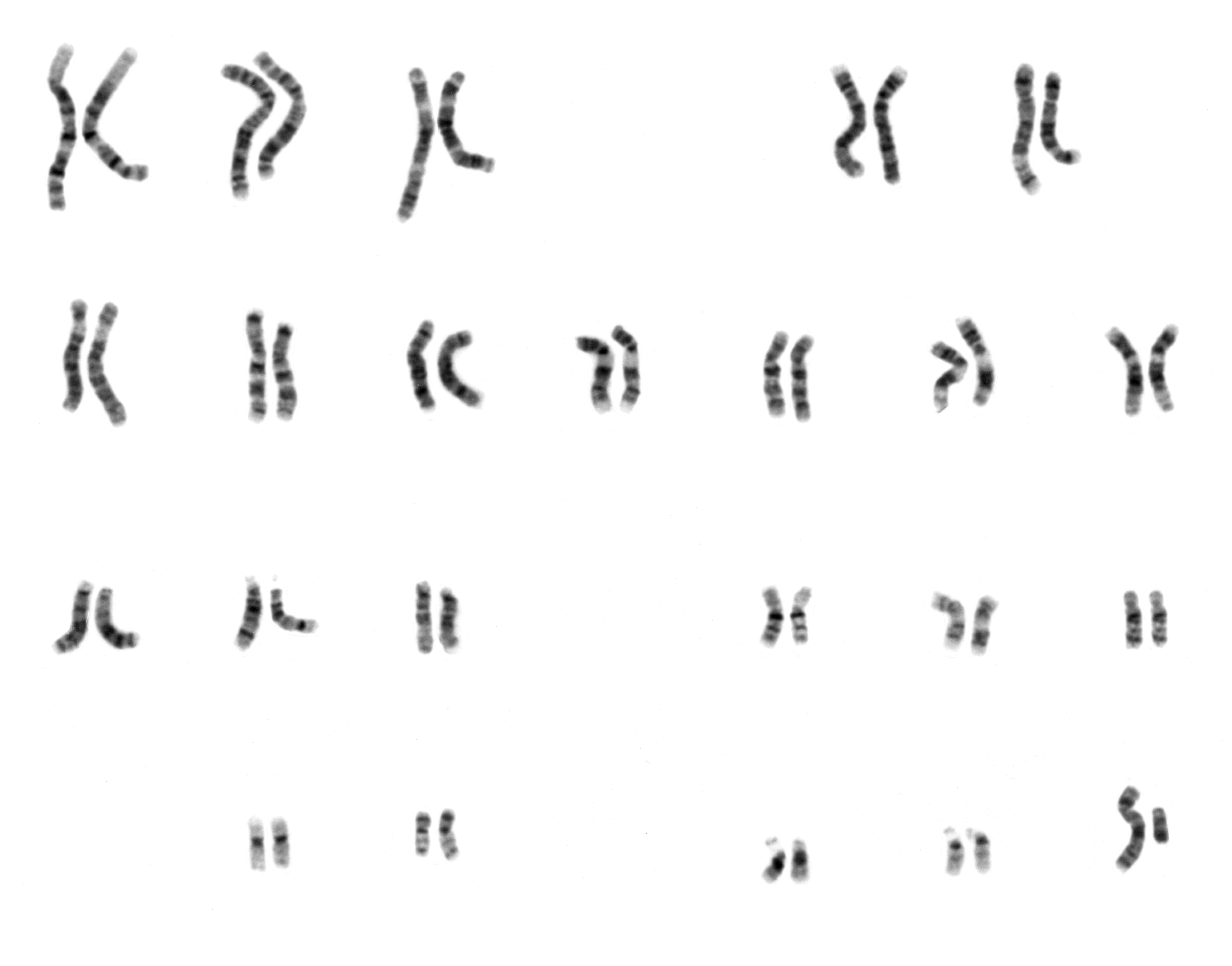
Kariogram mężczyzny uzyskany w wyniku barwienia metodą Giemsa (zestaw chromosomów jest tutaj zestawem diploidalnym).

Kariotyp, garnitur chromosomowy – kompletny zestaw chromosomów komórki somatycznej organizmu. Kariotyp jest cechą charakterystyczną dla osobników tego samego gatunku, tej samej płci oraz dotkniętych tymi samymi aberracjami chromosomowymi (albo całkowicie zdrowych). W kariotypie wyróżnia się autosomy (chromosomy nieróżniące się u osobników różnych płci) oraz chromosomy płci (allosomy). Prawidłowy kariotyp człowieka złożony jest z 22 par autosomów oraz 1 pary chromosomów płci, które oznaczane są symbolami X i Y.
Kariotyp przedstawiany jest graficznie na idiogramach, zwykle w czasie metafazy mitozy, jako wynik badania cytogenetycznego – badanie to pozwala na identyfikację aberracji chromosomowych liczbowych i strukturalnych.